# 梨花女子大學

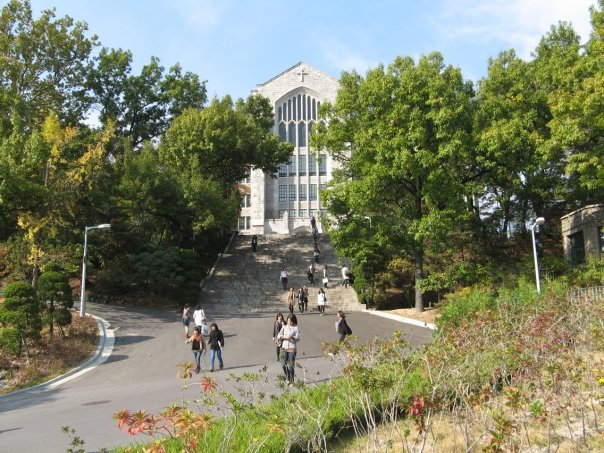
梨花女子大學校園

梨花女子大學（：／ ihwayeojadaehaggyo）或梨花女子大學校，簡稱梨花女大，原名叫做梨花學堂，直至1945年方更为现名。建校於1886年，是韓國首爾特別市歷史最悠久的大學之一，是韓國第一所女子大學。朝鮮高宗李㷩與明成皇后閔氏為紀念當時首先在韓國開創女子教育的衛理宗醫師Scranton夫人而聽取皇后的建議而創建。梨花女子大學也被認為是韓國最優秀的女子大學。
該校位於首爾西大門區大峴洞，校內至今仍保存許多古老建築，其中最具代表性的就是位於校門入口的大讲堂（Welch-Ryang Auditorium，原为基督教堂）。学校目前有14個學院，67個系所和主修，並另有國際教育學院。
该校2010年QS世界大学排名中排名第348，亚洲排名第45。
雖然是女子大學，但也會接受海外的男性交流生，短期的語學堂亦會招收男生。

## 梨花女性學
梨花女性學（이화여성학；）是梨花女子大學屬下一個的與女性學相關連的研究性科目，有廣泛的公眾所擁有。透過互聯網的溝通及研究機關的交流的活性化，成為了這方面的學術情報地點。梨花女性學是由韓國女性研究院（한국여성연구원）、亞洲女性學中心（아시아여성학센터）、女性新學研究所（여성신학연구소）等女性學關連研究機關所提供的內容統合而成。

## 梨大前
梨大前是指梨大門口一帶，是首爾西部的潮流飾物集中地。梨花女子大學的東邊與另一所著名大學延世大學相鄰，並與弘益大學構成知名的學生街；而大學南面的梨大前是著名旅遊區。

## 爭議事件

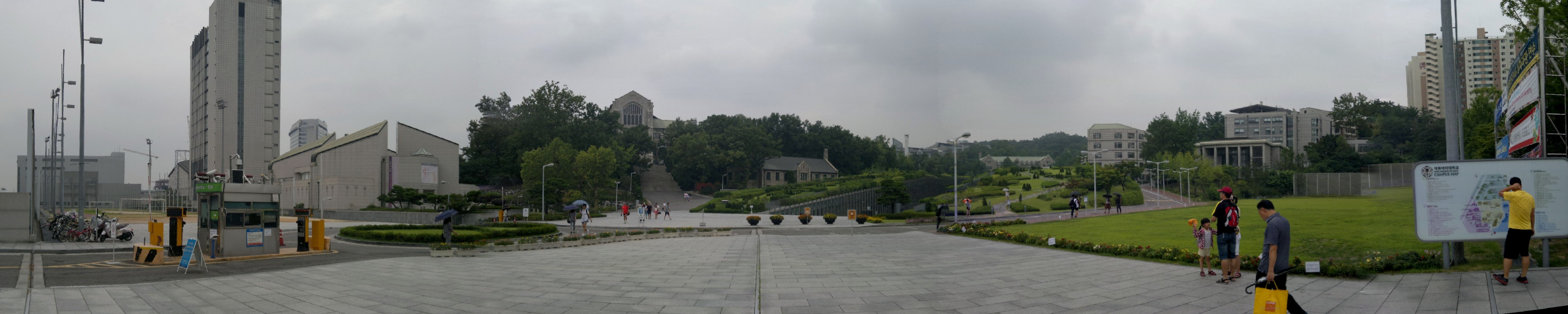
自大門口拍攝的梨花女子大學全景照

梨花女子大學捲入了2016年的韓國政治醜聞中，因為前學生鄭維羅的母親與時任韓國總統朴槿惠的親密關係，儘管不符合入學標準，但學校方面刻意為鄭女改變規定而被錄取。在政治醜聞爆發之前，學生已經在抗議大學對學位制度和系的單方面改變。結果，該大學的校長崔慶吉被免職並被定罪，鄭維羅的學位也被撤銷。

## 交通
- ●首爾地鐵2號線 梨花女子大學站
- ●首都圈電鐵京義·中央線 新村站

## 又见
- 中华女子学院
- 御茶水女子大学

## 外部連結
- Official website, in Korean and English
- Official website for international programs, in Korean and English
- 中的“梨花女子大學”